# HMS Penelope (1914)
El HMS Penelope fue un crucero ligero, perteneciente a la Clase Arethusa, que navegó bajo la bandera de la Royal Navy.

## Construcción y botadura
Construido en los astilleros Vickers Limited, el Penelope fue botado el 25 de agosto de 1914 y alistado e diciembre de 1914.
Al contrario de sus buques gemelos, el HMS Penelope portaba un cañón antiaéreo de 102/45 mm, en lugar de 2 cañones de 76 mm.

## Historia operacional
En agosto de 1915, fue asignado al 5º Escuadrón de Cruceros Ligeros de la Fuerza Harwick, patrullando la zona oriental del Canal de la Mancha.
El 25 de abril de 1916, el Penelope fue dañado por un torpedo del submarino alemán UB-29, en aguas de la costa de Norfolk.
Fue reparado y, en marzo de 1918, reasignado al 7º Escuadrón de Cruceros Ligeros de la Grand Fleet.

## Baja
Tras finalizar la Primera Guerra Mundial, el HMS Penelope fue vendido para su desguace en octubre de 1924, a la empresa Stanlee de Dover.

### Buques de la clase
• HMS Arethusa
• HMS Aurora
• HMS Galatea 
• HMS Inconstant 
• HMS Phaeton
• HMS Royalist
• HMS Undaunted
- Datos: Q4354260